# Sobór św. Michała Archanioła w Niżnym Nowogrodzie
Sobór św. Michała Archanioła – najstarsza kamienna cerkiew prawosławna w Niżnym Nowogrodzie. 
Na miejscu dzisiejszego soboru w 1221 znajdowała się drewniana cerkiew. Sześć lat później wzniesiono na jej miejscu nową świątynię z białego kamienia. W 1359 była przebudowywana.  Od 23 kwietnia 1628 do 1631 Ławrientij Siemionow kierował pracami nad budową nowego obiektu sakralnego.
W 1704 budynek został uszkodzony podczas pożaru Kremla nowogrodzkiego i odnowiony w 1732. Od 1962 w świątyni znajdują się szczątki Kuźmy Minina.